# Waldaschaff
Waldaschaff es un municipio alemán, ubicado en el distrito de Aschaffenburg, en la región administrativa de Baja Franconia, en el Estado federado de Baviera. Se encuentra en medio de la cadena montañosa Spessart, a unos 15 km de Aschaffenburg y unos 65 km de Fráncfort.